# Мушина
Мушѝна (на полски: Muszyna) е град в Южна Полша, Малополско войводство, Новосончки окръг. Административен център е на градско-селската Мушинска община. Заема площ от 24,43 км2.

## Население
Според данни от полската Централна статистическа служба, към 1 януари 2014 г. населението на града възлиза на 5 069 души. Гъстотата е 207 души/км2.